# Rothsay
Rothsay é uma cidade localizada no estado americano de Minnesota, no Condado de Otter Tail e Condado de Wilkin.

## Demografia
Segundo o censo americano de 2000, a sua população era de 497 habitantes.
Em 2006, foi estimada uma população de 495, um decréscimo de 2 (-0.4%).

## Geografia
De acordo com o United States Census Bureau tem uma área de
10,4 km², dos quais 10,4 km² cobertos por terra e 0,0 km² cobertos por água. Rothsay localiza-se a aproximadamente 369 m acima do nível do mar.

## Localidades na vizinhança
O diagrama seguinte representa as localidades num raio de 24 km ao redor de Rothsay.